# 朝倉みずほ
朝倉 みずほ（あさくら みずほ、1997年2月15日 - ）は、日本の女性アイドル。女性アイドルユニット・Finger Runsメンバー。BELLRING少女ハート、THERE THERE THERESの元メンバー。SAKA-SAMAの元サポートメンバーでATOMIC MINISTRY名義でも活動していた。一時期、音楽ユニット・THE 夏の魔物で「麻宮 みずほ」（あさみや みずほ）名義で活動していたこともある。AqbiRec所属。埼玉県出身。

## 来歴
中学で同級生だった仲野珠梨（2015年2月卒業）と一緒に友人のダンス発表会を観に行って、自分でも歌ったり踊ったりしたくなったことから、2人でクリムゾン印刷のオーディションを受け、ともに合格。2012年4月、BELLRING少女ハートとしてデビュー。
2014年8月、雑誌「TRASH-UP!!」のグラビア撮影をきっかけとして、ゆるめるモ!・ちー房（ちーぼう）とのユニット「Escalator or Elevator」を結成。10月にはシングル「Entrance EP」をリリースした。
2016年12月31日、BELLRING少女ハートの活動休止（のちに「崩壊」と呼ばれる）とともにグループを卒業。朝倉は「アイドル活動は10代で終了」と決めていたことを卒業の理由に挙げていた。2017年1月3日の『New Year Premium Party2017』で別名義の「HELLRING乙女パート」として出演したのが最後となった。
2017年1月6日、成田大致率いる「夏の魔物」改め「THE 夏の魔物」に「麻宮みずほ」として加入。しかし、音楽の方向性の違いにより同年10月29日をもってTHE 夏の魔物を脱退。
2017年12月31日、同年2月にBELLRING少女ハートからの改名により誕生したThere There Theresに新メンバーとして加入。BELLRING少女ハート時代を含めれば復帰となる。
2019年2月28日、THERE THERE THERES解散。解散後はAqbiRecからTRASH-UP!!に移籍、BELLRING少女ハート/THERE THERE THERESディレクターの田中紘治が楽曲制作とパフォーマンス指導を担当する2人組のユニットで活動する予定であることを発表。4月16日、ユニットの名称が「ATOMIC MINISTRY」に決定。
ATOMIC MINISTRYは7月20日にプレお披露目、7月30日の「TRASH-UP!! 10th Anniversary 大TRASH-UP!!まつり 2019 AqbiRecといっしょ！」（Zepp DiverCity (TOKYO)）で本格お披露目となったが、当初予定の2人組ではなく朝倉の一人ユニットとなった。
また、「大TRASH-UP!!まつり 2019 AqbiRecといっしょ！」に向けて、7月14日に寿々木ここね（SAKA-SAMA）・カイとの3人で期間限定ユニット「お祭りトリオ」を結成。
2019年8月17日、SAKA-SAMAのサポートメンバーとして加入することが発表された。当面の間、ATOMIC MINISTRYとの兼任となる。
2022年7月2日、SAKA-SAMA現体制ラストワンマンライブ「万祝」をもってサポートメンバーとしての活動を終了、TRASH-UP!!からも退所となった。
2022年12月、AqbiRecの新グループ・Finger Runs結成に参加。

## 作品

### CD
- Escalator or Elevator「Entrance EP」（AqbiRec/You'll Records、2014年10月29日）※ちーぼう（ゆるめるモ!）とのユニット

## 出演

### テレビ
- 「天才てれびくんYOU」（NHK Eテレ、2018年10月1日）[20]

### ラジオ
- 「みずほのほ〜ベルハー放送局〜」（AIR-G'、2016年4月7日（6日深夜） - 10月27日（26日深夜））
- 「まよなかレコード」（fm yokohama、2018年9月27日（26日深夜） - 10月11日（10日深夜））※仮眠玲菜（有坂玲菜）一時活動休止中代理DJ

### インターネット
- 猫舌SHOWROOM「豪の部屋」（SHOWROOM、2018年8月7日、2024年1月23日）

### ミュージックビデオ
- ソフテロ「ブルースでありますように」（アルバム『BORN TO BE BLUE』所収、2019年8月21日発売）[21]